# Elisa Elvira Zuloaga
Elisa Elvira Zuloaga (Caracas, 25 de noviembre de 1900-Caracas, 14 de abril de 1980) fue una pintora y grabadora venezolana.

## Biografía
En la Academia de Bellas Artes fue discípula de Ángel Cabré y Magriñá. Seguidamente en 1919, estudió en París en la Academia de la Grande Chaumière, pero en 1935 realizó estudios con André Lhote. Durante la Segunda Guerra Mundial asistió en la ciudad de Nueva York a la academia de Amédée Ozenfant, igualmente a la Escuela de Bellas Artes. No fue hasta 1942 que logró instalar su taller en el jardín de la hacienda Valle Abajo (conocido luego como la sede del TAGA). En 1950 regresó a Nueva York para efectuar estudios en el atelier del grabador alemán Johnny Friedlaender y con el grabador inglés Stanley William Hayter. Fue durante este periodo que se especializó en el método de impresión Hayter para imprimir a color.
Fue una grabadora con una técnica depurada, que resaltó por su rigurosa disciplina para obtener el color a través de numerosas pruebas de estado. Con frecuencia trabajó las planchas de mediano formato con raspador y bruñidor. Asimismo, mezclaba las técnicas aguafuerte, aguatinta y mezzotinta, para obtener efectos pictóricos en su primera etapa y luego texturas informalistas en su etapa más madura. Un hecho relevante fue que nunca usó ayudantes o impresores. La GAN posee cuatro paisajes entre los años 1945-1976.

### Exposiciones colectivas
Desde 1933 participó en numerosas colectivas:
- En el Salón de los Independientes en París (1937 y 1939).
- En las exposiciones del Ateneo de Caracas (1937 y 1943).
- En el Salón Arturo Michelena desde 1955.
- En el Salón Oficial desde 1958 (con paisajes y grabados).
- En la “Exposición nacional de dibujo y grabado” (Facultad de Arquitectura y Urbanismo, UCV) desde 1961.
- En la I Bienal Internacional del Grabado (Cracovia, Polonia, 1966).
- En la I Bienal Internacional de Grabado (Buenos Aires, 1968).
- En la I y II Bienal de San Juan del Grabado Latinoamericano y del Caribe (Convento de los Padres de la Orden de Santo Domingo, San Juan de Puerto Rico, 1970 y 1972).
- Así como en “Gráfica moderna sudamericana” (Fráncfort, Alemania, 1964).
- “7 grabadores venezolanos” (Washington y Universidad de Texas, Austin, Texas, Estados Unidos, 1965).
- “El grabado contemporáneo en Venezuela” (Brujas, Bruselas y Lieja, Bélgica, 1965).
- “Arte gráfico en Venezuela” (Galería Nouvelles Images, Ruta del Arte, Mol, Bélgica, 1966).
- “Grabado latinoamericano” (Ginebra, Suiza, 1966).
- “Pintura y grabado hoy en Venezuela” (Sala de Exposiciones, Biblioteca Luis Ángel Arango, Bogotá, 1968).

### Exposiciones Individuales
Entres sus exposiciones individuales destaca:
- 1957 - Sala Mendoza.
- 1963 - “Grabados y óleos”, Sala Mendoza.
- 1964 - “Engravings”, Unión Panamericana, Washington.
- 1970 - Galería Acquavella, Caracas.
- 1971 - Galería Acquavella, Caracas.
- 1973 - Galería Acquavella, Caracas.
- 1976 - Galería Acquavella, Caracas.

### Exposiciones póstumas
Su única exposición póstumas es:
- 1981 - TAGA.

### Premios
Algunos de sus premios:
- 1946 - Premio Arístides Rojas, VII Salón Oficial.
- 1952 - Premio Oficial de Pintura, XIII Salón Oficial.
- 1953 - Premio VI Salón Planchart.
- 1954 - Premio Antonio Edmundo Monsanto, XII Salón Arturo Michelena.
- 1956 - Premio Antonio Herrera Toro, XVII Salón Oficial.
- 1959 - Primer premio, “Primera exposición nacional de dibujo y grabado”, Facultad de Arquitectura y Urbanismo, UCV.
- 1962 - Premio Armando Reverón, XXIII Salón Oficial
- 1968 - Premio Nacional de Grabado, XXIX Salón Oficial

### Colecciones
Entre sus colecciones se encuentra:
- Banco Mercantil, Caracas
- Colección Cisneros, Caracas
- GAN